# Roms historie
Roms historie dækker over en mere end 2.800 år lang periode, hvor byen fra at have været en lille midtitaliensk landsby i 9. århundrede f.v.t. udviklede sig til først at være centrum i det enorme romerske imperium, der dominerede hele Syd og Vesteuropa, Nordafrika og Mellemøsten, siden, efter emperiets fald, religisøst centrum for den katolske kirke, for i 19. hundrede at blive hovedstad i det forenede Italien.

## Fra grundlæggelse til Imperium
De begivenheder, der førte til grundlæggelsen af Rom er indhyllet i myter og legender, hvor den mest kendte er historien om Romulus og Remus, der endte med drabet på Remus. Arkælogiske fund understøtter dog historien om at Rom udviklede sig fra at være et hyrdesamfund på Palatinerhøjen til en regional storby i den første halvdel af 1. årtusind f.Kr. I løbet af denne periode smeltede bebyggelserne på højen sammen med dem, der lå, hvor Forum Romanum ligger i dag.
Den ældste kendte bebyggelse i det nuværende Rom er nogle grave, der stammer fra 9. århundrede f.v.t. Byen opstod derfor mindst et århundrede før det legenden beretter. Der er dog også fundet spor af menneskelig bosættelse på stedet fra bronzealderen 300 år før.  Denne bebyggelse blev siden til hovedstad for Kongeriget Rom, der ifølge legenderne blev regeret af syv konger. Senere blev dette rige omdannet til en republik, der blev regeret af det romerske Senat og embedsmænd, i begyndelsen valgt blandt de mandlige medlemmer af den romerske adel, med tiden fik almindelige frie borgere (plebs) større indflydelse. Republikken blev i 31 f.Kr. erstattet af et monarki, da Augustus tog magten efter en borgerkrig og grundlagde det tidlige romerske kejserdømme, Principatet.
De mellemitalienske etruskere fik stor indflydelse på den romerske kultur; udformningen af romerske templer var i overvejende grad baseret på etruskiske forbilleder; dyrkelsen af gudetriader kan ligeledes stamme fra den etruskiske religion. Men de reelle etruskiske indflydelse på udviklingen i den tidlige periode af Roms historie bliver dog ofte overdrevet; Rom blev aldrig en fuldkommen etruskisk by, men bibeholdt en stærk latinsk kultur. dertil kommer at påvirkningen fra de græske byer i Magna Graecia også var betydelig.
Den romerske ekspansion var baseret på militær erobring, opnåelse af kommerciel dominans i den centrale del af Middelhavet og assimilering af erobrede folkeslag; heriblandt etruskerne, hvis sprog var forsvundet i 1. århundrede e.v.t., og grækerne i Syditalien. I 2. århundrede e.v.t. nåede Roms imperium sin største udstrækning, og kontrollerede et territorium, der omfattede landene omkring hele Middelhavet og store dele af Mellemøsten og Europa. Indbyggertallet i byen lå i denne periode på over 1 million, og den var i over tusind år, den største, rigeste og langt den mest betydningsfulde by i denne del af verden. Selv efter det vestromerske riges politiske kollaps i 4. og 5. århundrede e.v.t. vedblev Rom i en lang periode med at være et økonomisk og kulturelt centrum, selvom den politiske magt blev overtaget af først Milano, siden Ravenna og Konstantinopel.
I midten af 6. århundrede blev Italien hærget af en langvarig krig mellem ostrogoterne og byzantinerne (Gotiske krig (535-552)). I 546 generobrede den ostrogotiske konge Totila Rom fra byzantinsk kontrol, ved den lejlighed blev byen plyndret. Den byzantinske general Belisarius indtog imidlertid Rom i 549, men den kom atter under ostrogotisk kontrol. I 552 lykkedes det endeligt for Belisarius’, Narses, at holde byen på byzantiske hænder. De mange kampe og plyndringer efterlod en ødelagt by; de lavere liggende områder var blevet omdannet til et sumpområde, da afvandingssystemerne og dæmningerne langs flodbredden ikke blev vedligeholdt. Akvædukterne forfaldt ligeledes og malaria spredte sig i byen. Byens befolkningstal nåede efterhånden under 50.000, og bydele uden vandforsyning blev forladt.

## Pavernes Rom
Da kristendommen blev den dominerende religion i Romerriget fik biskoppen i Rom stor religiøs og politisk betydning, og han blev med tiden kendt som paven. Rom blev centrum for den katolske kirke og paven blev i denne periode anerkendt af den østromerske kejser, som kirkens overhoved. Den tidligere vidtstrakte millionby var svundet ind til mindre beboede enklaver omkring de største kirker, og landet mellem den bestod primært af ruiner og vegetation, Forum Romanum blev fx brugt til græsningsareal for kvæg. Rom var formelt en del af det Østromerske kejserrige indtil 751, da lombarderne nedlagde Exarchatet i Ravenna, kort efter i 756 havde den frankiske konge Pipin den lille besejret lombarderne og underlagt Norditalien. Han gav herefter kontrollen over Rom og de omgivende landområder (herunder Ravenna) til paven (Leo III), og lagde dermed grunden til Kirkestaten.
Rom var nu hovedstad for Kirkestaten i mere end tusind år, indtil byen blev annekteret af det nydannede italienske kongerige i 1870. I middelalderen blev Rom et vigtig pilgrimsmål, som tiltrak rejsende fra hele Europa. På trods af perioder med oprør forblev Rom pavens hovedstad og ”hellig by”, selv da selve pavestolen var midlertidigt flyttet til Avignon (1309–1337).
I renæssancen blomstrede Rom endnu engang som et kulturelt og kunstnerisk centrum, under et pavehof, der lagde stor vægt på at skabe pragtfulde monumenter over deres religiøse og politiske status, og hvor en lang række paver derfor optrådte som mæcener for kunstnere og arkitekter. Befolkningstallet steg igen, for første gang siden antikken, og nåede i 17. århundrede over 100,000 og i løbet af disse århundreder blev mange af de bygningsværker, der stadig præger bybilledet opført. Trods denne nye vækstfase sakkede Rom igen agterud i forhold til de øvrige hovedstæder i Europa i de følgende århundreder, kræfterne i den pavelige administration blev lagt i den modreformatoriske proces frem for at deltage i den udvikling, det øvrige Europa gennemløb i den tidlige moderne tid.

## Fra genforening til fascisme
I forbindelse med de nationalistiske bevægelser, der gennemstrømmede 19. århundrede, blev Rom til et symbol for den idé om Italiens genforening, som voksede frem i begyndelsen af århundredet. Byen havde to gange opnået selvstændighed i kortvarige perioder, men paverne havde hver gang genvundet kontrollen med udenlandsk støtte. I 1860’erne blev hovedparten af Italien samlet under den sardinske konge Vittorio Emanuele II, og i 1870 stormede de italienske tropper Rom, efter den franske regering havde ophævet sin beskyttelse af pavens by. Rom blev udnævnt som hovedstad i Kongeriget Italien i 1871.
Efter 1. verdenskrig, hvor Italien stod på sejrherrernes side, kom Rom til at opleve den fascistiske magtovertagelse i Italien under Benito Mussolinis ledelse. I 1922 stod han i spidsen for den såkaldte March mod Rom, der resulterede i at han udråbte et italiensk imperium. Senere allierede de italienske fascister sig med nazisterne i Tyskland. Italien fortsatte dog med at være et kongedømme.
Rom var i perioden mellem genforeningen og 2. verdenskrig præget af en meget stærk vækst. Fra at have haft 212.000 indbyggere i 1870 nåede byen op over 1 million lige før krigsudbruddet. Denne tendens blev bremset under krigen, da byen både blev bombet af de Allierede og besat af tyske soldater, efter den italienske regering var afsat og Mussolini var henrettet.

## Republik
En folkeafstemning i 1946 betød at kongedømmet blev afskaffet og Italien blev udråbt til republik, men Rom fortsatte med at være hovedstad. Den vækst byen havde oplevet før krigen blev nu genoptaget, og den blev en vigtig faktor bag det økonomiske mirakel Italien oplevede sammen med resten af Vesteuropa lige efter krigen. Rekonstruktionen og moderniseringen af byen gjorde den til et fashionabelt sted i 1950'erne og 1960'erne, hvilket bl.a. afspejles i film som la Dolce Vita (Det søde liv) af Fellini, byens modeindustri oplevede i den sammenhæng også en opblomstring. Denne udvilking blev fulgt af endnu en befolkningstilvækst, der varede til midten af 1980'erne, hvor befolkningstallet i comune de Roma nåede 2.8 millioner. Siden er antallet af personer, der flytter fra selve Rom til nabokommunerne vokset, og antallet af beboere i byen er derfor faldet en smule. Fraflytningen er til dels et resultat af utilfredshed med den stigende trafikmængde i byen og medfølgende forurening.

## Eksterne link
- City models of Ancient Rome Arkiveret 18. januar 2010 hos  Wayback Machine
- Origins of the name "Rome"